# Gnocchi
Gli gnocchi sono una preparazione di cucina estremamente diffusa in molti paesi del mondo e presentano differenze notevoli da un tipo all'altro sia per forma che per ingredienti. Per semplificare si possono definire come piccoli pezzi di impasto, solitamente di forma tondeggiante, che vengono bolliti in acqua o brodo e quindi conditi con salse varie.

## Tipi
Gli gnocchi sono un cibo antichissimo, preparato con farine differenti: farina di frumento, di riso, di semola, con patate, pane secco, tuberi o verdure varie.

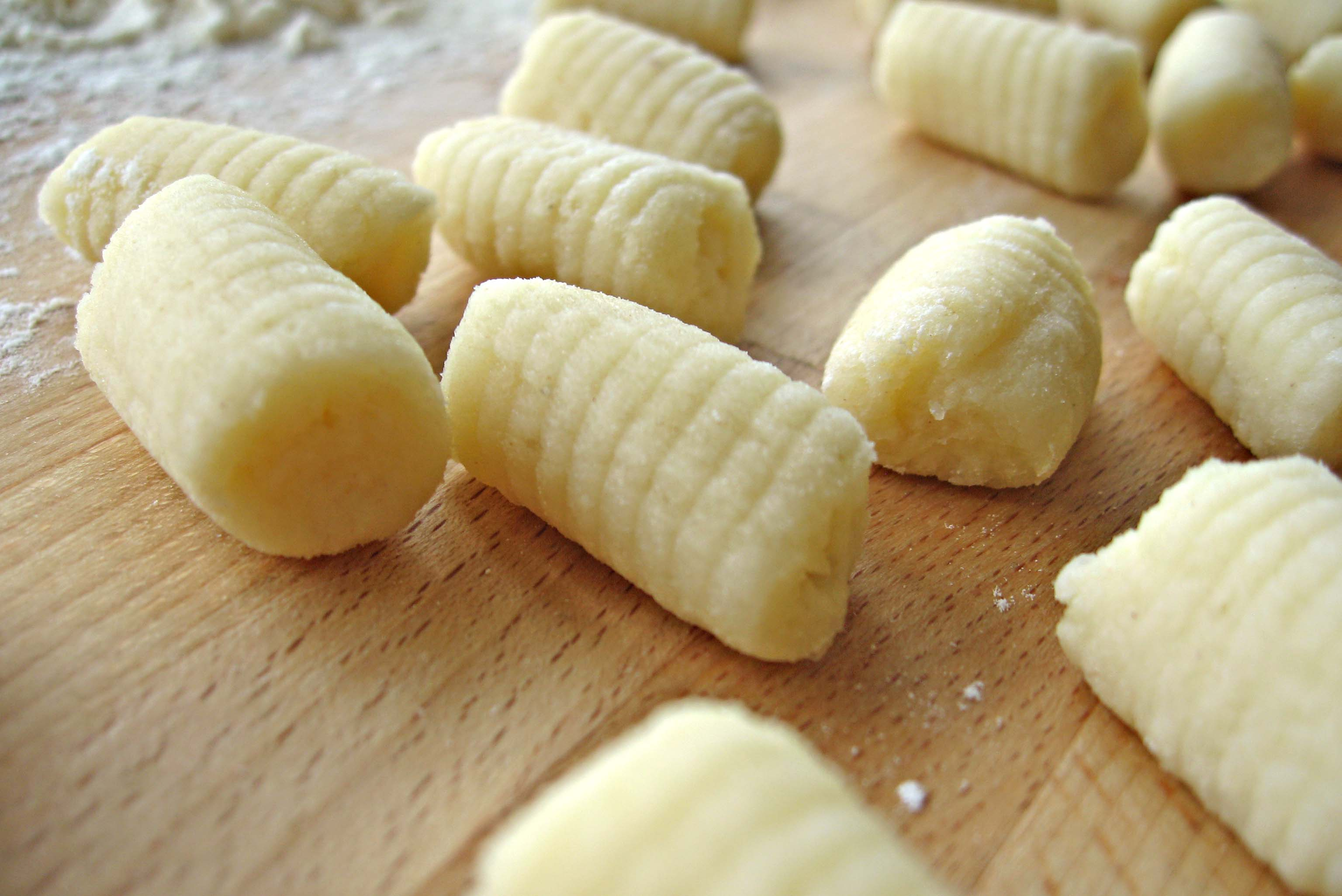
Gnocchi di patate

Quelli più diffusi in Italia oggi sono preparati con le patate, molto diffusi sono anche quelli preparati con un semplice impasto di acqua e farina. Quelli preparati con il semolino vengono soprannominati alla romana; altri ancora utilizzano la farina di mais; inoltre vengono usati svariati altri ingredienti in base alla tradizione locale/regionale. Possono venire serviti come primo, come è tradizione in quasi tutta Italia, come piatto unico o come contorno. Quest'ultimo caso è più frequente per i knödel centreuropei.

## Accorgimenti

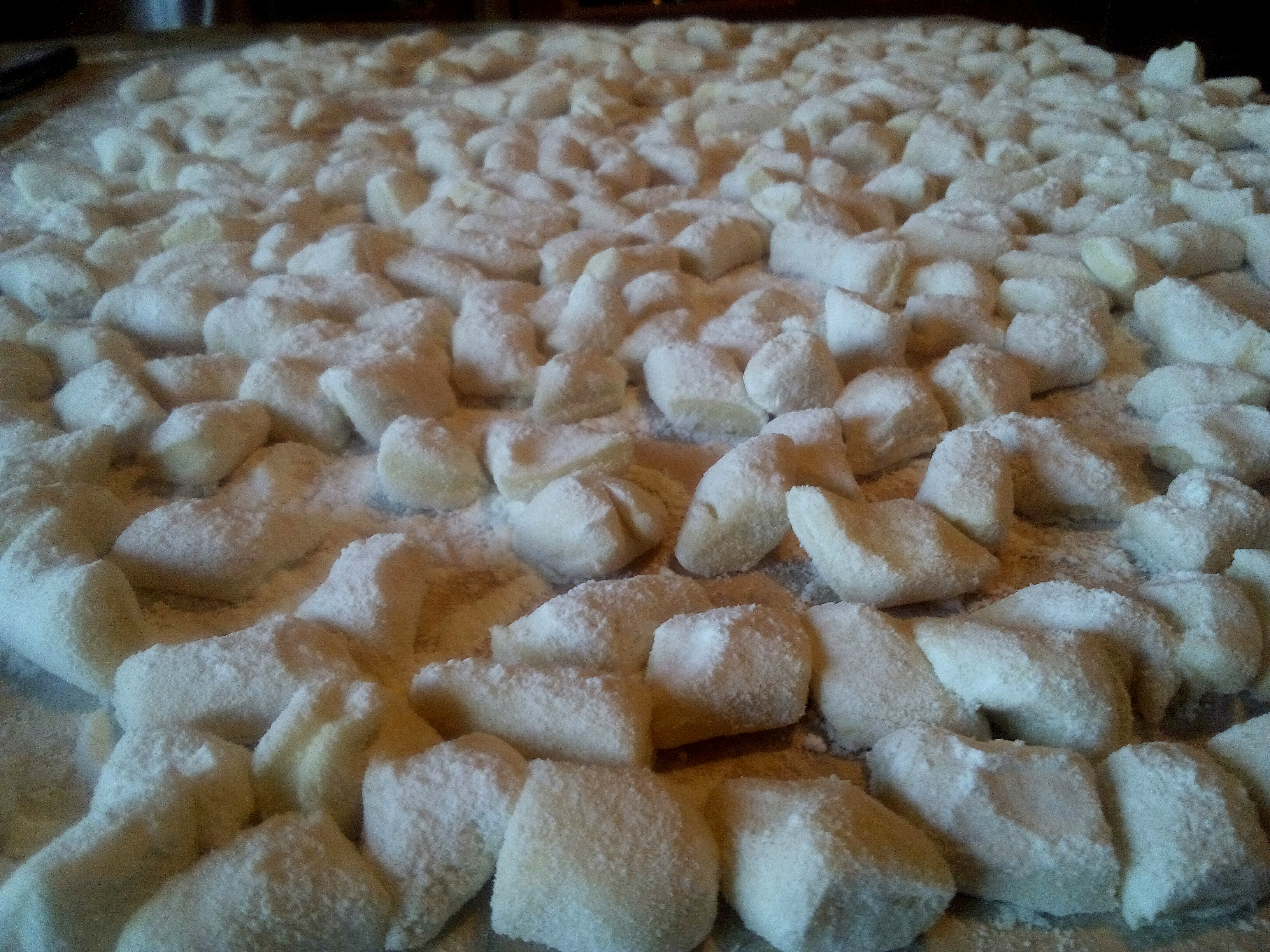
Gnocchi di patate di Avezzano

Per poter ottenere gnocchi di patate più sodi possibile esistono vari accorgimenti, come l'uso di patate appropriate (particolarmente indicate le patate a pasta gialla).  La pezzatura influisce sul risultato finale: più vengono preparati di dimensioni elevate e più saranno morbidi.

## Storia
Gli gnocchi già descritti a partire dalla seconda metà del Ottocento, nel 1880 si diffusero a macchia d'olio quelli a base di patate. Solitamente vengono conditi con sugo di carne o al ragù, ma anche in bianco con burro fuso e formaggio, con l'aggiunta di aromi come la salvia, o spezie come la noce moscata o la cannella. La storia degli gnocchi di patate ha inizio quando vennero importate in Europa le prime patate provenienti dal continente americano. Gli altri tipi di gnocchi comparvero dapprima nei banchetti rinascimentali della Lombardia; venivano impastati con mollica di pane, latte e mandorle tritate e venivano chiamati zanzarelli. Per preparare gli zanzarelli venivano utilizzati ingredienti particolari che ne determinavano la differente colorazione: ad esempio vi erano gli zanzarelli verdi, impastati con bietola e spinaci che sono molto tipici, e gli zanzarelli gialli, realizzati con l'aggiunta di zucca o di zafferano. C'erano poi malfatti bianchi, impastati con carne di pollo tritata, ed arancioni, quando venivano preparati con carote. Nel Seicento invece subirono un lieve cambiamento nel nome e nella preparazione. Venivano chiamati malfatti e invece delle mandorle e del pane veniva aggiunta farina, acqua e uova. .

## Utilizzi tradizionali
In Liguria gli gnocchi al pesto vengono proposti spesso in ristoranti e trattorie al pari delle trofie.
Nella città di Roma gli gnocchi rappresentano il piatto tradizionale del giovedì, seguendo il detto "Giovedì gnocchi, Venerdì pesce (o anche "ceci e baccalà"), Sabato trippa" (il proverbio sottolinea l'importanza del giovedì come giorno quasi festivo, che necessita d'un piatto elaborato e gustoso e che anticipa quello di magro del giorno successivo). Ancora sopravvivono antiche osterie e trattorie dove si segue la tradizione. Noto è il detto romano "Ridi, ridi, che mamma ha fatto i gnocchi", fuori da Roma reso solitamente con l'articolo i davanti a gnocchi, anziché l'articolo gli richiesto dallo standard italiano attuale.
In Campania dove vantano una antichissima tradizione, vengono anche detti strangulaprievete. Il giorno tradizionale in questo caso è la domenica; conditi con ragù napoletano e mozzarella e successivamente gratinati al forno, danno luogo alla ricetta degli "Gnocchi alla sorrentina".

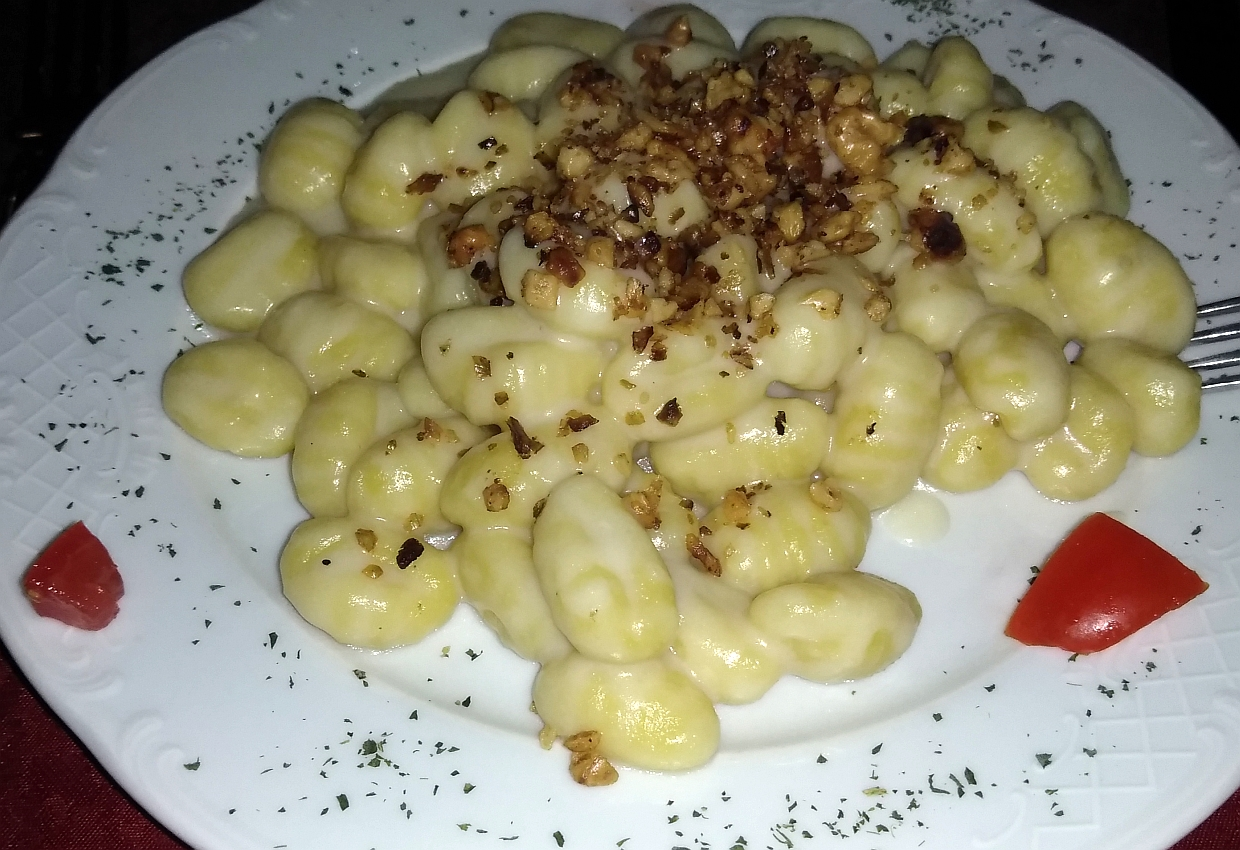
Gnocchi al Castelmagno e granella di noci tostata

Tipici del Piemonte sono invece gli gnocchi al Castelmagno e gli gnocchi della Val Varaita di forma allungata e con burro e formaggio toma nell'impasto.
In Veneto in alcune zone detti anche "macaroni", sono una vera e propria istituzione, dalla montagna alla Laguna. A Verona un piatto di gnocchi con burro e salvia (o con la pastissada, lo stracotto di cavallo tipico della città scaligera) viene tradizionalmente consumato il "Vendri Gnocolàr", giorno della sfilata dei carri di Carnevale. E Papà del Gnocco è il nome della principale maschera del carnevale scaligero, di qui anche l'usanza di mangiarli il venerdì.
Anche a Castel Goffredo, in provincia di Mantova, in occasione del carnevale locale, la tradizionale maschera di Re Gnocco offre ai propri sudditi gnocchi e vino il venerdì gnoccolaro.
In Romagna gli gnocchi sono chiamati maccheroni di patate.
Molto noti ed apprezzati anche gli gnocchetti sardi, prodotti con farina di grano duro e di varie forme e dimensioni.
Una preparazione dolce della cucina friulana consiste nel condire gli gnocchi con cacao, ricotta affumicata, cedro candito, uva passa, zucchero e cannella.

## Alimenti simili
In Polonia sono diffusi degli gnocchi dalla forma a rombo che prendono il nome di kopytka (lett. "piccoli zoccoli").

## Bibliografia

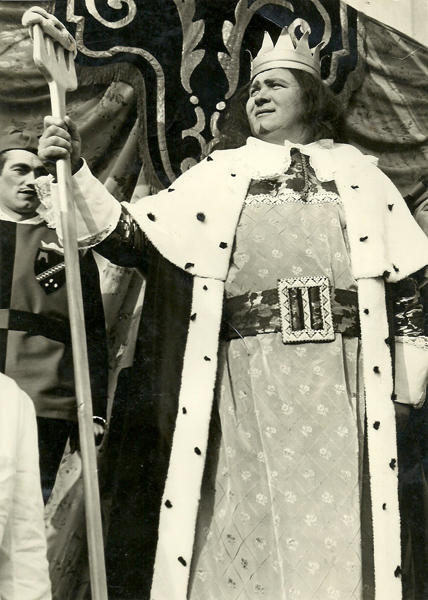
Re Gnocco